# Los profesores
Los profesores es un poema del escritor chileno Nicanor Parra, publicado originalmente en 1971 de manera independiente, en la «Serie Poetas Mayores» de Antiediciones Villa Miseria, en Nueva York. Es así considerado el octavo trabajo publicado del poeta.
En 1985 fue incluido en su poemario Hojas de Parra, editado por David Turkeltaub, junto al poema «El anti-Lázaro», el cual también había sido editado independientemente, en 1981.

## Estructura
Este poema consta de diez partes, cada una de dieciocho, doce, once, quince, treinta y un, veintitrés, dieciocho, nueve, catorce y siete versos, respectivamente, lo que suman 158 versos en total.

## Análisis de la obra
Este poema es una crítica al sistema educativo. Su ritmo frenético, presente en antipoemas anteriores, se sostiene por la disposición de los versos, los que asumen el papel del alumno que tiene que memorizarlo todo.